# Kakost nachový
Kakost nachový či purpurový (Geranium purpureum) je jednoletá rostlina a v České republice byla poprvé nalezena v roce 2005.

## Popis
Jednoletý druh s přímými lodyhami dorůstající výšky od 5 do 30 cm. Listy jsou matně zelené, nasivělé, šířka spodních listů 2,5–6 cm. Řapíky přízemních listů dosahují délky 3–6 cm. Tmavě purpurové květy mají v průměru 4–8 mm, kališní lístky jsou pokryté jen žláznatými chlupy.

## Možnost záměny
Kakost nachový je podobný kakostu smrdutému (Geranium robertianum) s tím rozdílem, že kakost smrdutý má větší, růžové květy, cca 10–13 mm v průměru, s červenohnědými až oranžovými prašníky. Kališní lístky mají žláznaté a krycí chlupy. Lodyhy mívá poléhavé až vystoupavé.

## Rozšíření
Osidluje převážně na propustných půdách v teplejších územích. Roste v křovinách, řídkých trávnících a nebo suchých skalách a zdech. V ČR osidloval železniční náspy s hrubým štěrkem, ale šíří se i do jiných biotopů.